# Treasure EP.Map To Answer
TREASURE EP.Map To Answer – pierwszy japoński minialbum południowokoreańskiej grupy Ateez, wydany 12 lutego 2020 roku nakładem wytwórni Nippon Columbia. Został wydany w 3 edycjach: limitowanej CD+DVD (Type A), regularnej CD (Type Z) oraz edycji fanklubowej (ATINY edition). Album osiągnął 3 pozycję w rankingu Oricon i pozostał na liście przez 2 tygodnie, sprzedał się w nakładzie 18 720 egzemplarzy.

## Lista utworów
| CD | CD                                         | CD      |
| Nr | Tytuł utworu                               | Długość |
| -- | ------------------------------------------ | ------- |
| 1. | „Declaration”                              | 1:21    |
| 2. | „Answer” (Japanese Ver.)                   | 3:39    |
| 3. | „Better”                                   | 3:35    |
| 4. | „WONDERLAND” (SEAN OH's Skrt Mix)          | 3:18    |
| 5. | „Sunrise” (Atmospheric Mix by SPACECOWBOY) | 4:02    |
| 6. | „Star 1117” (BUDDY's Melodic Mix)          | 4:00    |

| DVD | DVD                                    | DVD     |
| Nr  | Tytuł utworu                           | Długość |
| --- | -------------------------------------- | ------- |
| 1.  | „Answer” (Japanese Ver.) (Music Video) |         |
| 2.  | „Making Movie”                         |         |

## Notowania
| Lista                     | Pozycja |
| ------------------------- | ------- |
| Oricon Weekly Album Chart | 3       |
| World Albums (Billboard)  | 5       |